# フィレッティーノ
フィレッティーノ（伊: Filettino）は、イタリア共和国ラツィオ州フロジノーネ県にある、人口約540人の基礎自治体（コムーネ）。
アニエーネ川（テヴェレ川水系）水源の村である。かつてはリゾート地としても知られたが過疎化が進行。2011年、「独立」を宣言して話題となった。

## 地理

### 位置・広がり
フロジノーネ県の北西部に位置し、アヴェッツァーノから西南へ約17 km、県都フロジノーネから北へ約28 km、首都ローマから東へ約69 kmの距離にある。西にローマ県、北東にラクイラ県（アブルッツォ州）に接する。
面積は約78平方キロメートル。コムーネ全域がアッペンニーノ・モンティ・シンブルイニ州立公園 (it:Parco naturale regionale dell'Appennino - Monti Simbruini) に含まれる。

#### 隣接コムーネ
隣接コムーネは以下の通り。括弧内のAQはラクイラ県（アブルッツォ州）、RMはローマ県所属を示す。
- カッパドーチャ（AQ） - 北
- カピストレッロ（AQ） - 北東
- カニストロ（AQ） - 北東
- チヴィテッラ・ロヴェート（AQ） - 東
- モリーノ（AQ） - 南東
- グアルチーノ - 南
- トレーヴィ・ネル・ラーツィオ - 南西
- ヴァッレピエトラ（RM） - 西
- カステッラフィウーメ（AQ） - 北西

### 地勢・地形
山岳地帯にあり、東にモンテヴィリオ（Monte Viglio）、東南にモンテラモンナ（Monte la Monna）が聳える。
スビアーコ、ティボリを流れるアニエーネ川（テヴェレ川水系）は、当地に源を発する。

### 気候分類・地震分類
フィレッティーノにおけるイタリアの気候分類 (it) および度日は、zona F, 3088 GGである。
また、イタリアの地震リスク階級 (it) では、zona 2B (sismicità media) に分類される。

## 歴史

### 前近代
もともとは古代アエクイ族の土地であり、古代ローマに編入されたあとも小さな村落として存在した。山に囲まれた地形のために、800年にはイスラム教徒の侵入から逃れた人々の避難場所としての役割を果たした。
1297年には、教皇ボニファティウス8世の甥であるピエトロ・カエターニがこの地を支配下に置いた。以後この村は領主であるカエターニ家の過酷な支配を受けることとなった。1602年、フィレッティーノ・カエターニ家最後の当主がサンタンジェロ城で処刑され、フィレッティーノは教皇クレメンス8世から教皇空位期間管理局 (Apostolic Camera) に与えられ、のちに教皇領の一部となった。1870年にイタリア王国に編入された。

### 現代

#### 「フィレッティーノ公国」
2011年8月24日に「制憲議会」(Assemblea Costituente) が開催され、「フィレッティーノ公国」（Principato di Filettino）を称して「独立」を宣言した
。「フィレッティーノ公国」は独自の通貨「フィオリート」の発行を図ったり、「公国」の君主とすべく旧イタリア王家（サヴォイア家）の子孫にも接触したりしたことで、イタリア国内でも話題となり、海外にも報じられた。
背景としては、シルヴィオ・ベルルスコーニ政権が財政緊縮策の一環として、1000人以下の村（コムーネ）を統廃合し補助金を削減する案が出たことにある。村長（当時）のルーカ・セッラーリ (Luca Sellari) は「小村独自の文化が絶える」と反発を示し、隣村トレーヴィ・ネル・ラーツィオと合併することよりも、「独立」をすることを方針として表明した。アニエーネ川の水源の権利は、ローマとその周辺に水道を供給する企業 ACEA社 が押さえているが、使用料が村に払われていないことも村の不満となっている。村は水資源や森林資源を「独立」を支える財源と考えている。
村の顧問弁護士として、元国会議員のカルロ・タオルミーナ (it:Carlo Taormina) がついており、「公国」の「摂政」(principe reggente) として元首代行の役割を演じている。タオルミーナは、ベルルスコーニのフォルツァ・イタリアに属して国会議員を務めた（2001年には短期間ながら内務省の政務次官を務めた）人物であるが、その後袂を分かちベルルスコーニ批判に転じており、同盟と協力関係にある。
2012年3月には、映画監督のパスクアーレ・スクイティエリ (it:Pasquale Squitieri) を「首相」とする、12人の「閣僚」からなる「内閣」が発足したが、同年に行われた村長選挙で「フィレッティーノ公国」の推進役だったセッラーリ村長が落選したため、独自の「通貨」や「政府」も自然消滅しており、現在は目立った動きは無い。

## 社会
スキーリゾート地であり、2011年の報道によれば、シーズン中には500人程度が村で宿に宿泊するという。しかし、近隣に大型スキー場が開設され、観光客が激減。急速に過疎化している。このことが「独立」宣言にいたる理由の一つとなっている。

## 行政

### 山岳部共同体
広域行政組織である山岳部共同体「モンティ・エルニチ山岳部共同体」 (it:Comunità montana Monti Ernici) （事務所所在地: ヴェーロリ）を構成するコムーネの一つである。

## 人物

### 著名な出身者
- ロドルフォ・グラツィアーニ - （1882年 - 1955年）軍人、政治家